# Beatriz Borges
Beatriz Borges es una activista y abogada venezolana. Desde 2014 ha sido la directora ejecutiva de la organización no gubernamental Centro de Justicia y Paz (CEPAZ).

## Carrera
Beatriz ha sido profesora e investigadora asociada en la Universidad Católica Andrés Bello y en su Centro de Derechos Humanos. Ha participado y litigado activamente en los sistemas tanto interamericano como internacional de protección de derechos humanos para denunciar las violaciones a los derechos humanos en Venezuela. Desde 2014 ha sido la directora ejecutiva de la organización no gubernamental Centro de Justicia y Paz (CEPAZ), la cual trabaja por la promoción y defensa de los valores democráticos y la cultura de paz en Venezuela.